# Kenny Baker (actor y cantante)
Kenneth Laurence "Kenny" Baker (30 de septiembre de 1912 - 10 de agosto de 1985) fue un actor y cantante estadounidense, dado a conocer como cantante en el programa radiofónico The Jack Benny Program en la década de 1930.

## Biografía
Nacido en Monrovia (California), en la cúspide de su fama radiofónica, y tras dejar el show de Benny en 1939 (sustituido por Dennis Day), actuó en un total de diecisiete películas musicales, entre ellas Mr. Dodd Takes the Air (1937), Una tarde en el circo (1939), y The Harvey Girls (1946). 
Posteriormente volvió a la radio como intérprete regular del programa de Fred Allen Texaco Star Theater (1940–1942). Baker más adelante coprotagonizó junto a Mary Martin la producción original representada en el circuito de Broadway de la obra de Kurt Weill y Ogden Nash One Touch of Venus (1943). 
Baker también grabó diversos discos de himnos de carácter religioso y, tras retirarse de la actuación en los primeros años cincuenta, se hizo practicante y conferenciante de la ciencia cristiana.
Kenny Baker falleció en 1985, a causa de un infarto agudo de miocardio, en Solvang, California. Tenía 72 años de edad. Sus restos fueron incinerados, y las cenizas esparcidas.

## Audio
- Command Performance 1942-03-18_ep004- Fred Allen y Kenny Baker
- JACK BENNY PODCAST - 1939-06-18 - Kenny Baker's finale on Jack Benny (enlace roto disponible en Internet Archive; véase el historial, la primera versión y la última). with new introduction.
- Best of Jack Benny Spotlight Podcast! 1935-11-03 - Kenny Baker's First Show! Archivado el 3 de marzo de 2016 en Wayback Machine. with new introduction.
- Fred Allen Podcast 1940-10-02 (ep 01)Grab It Or Leave It - Kenny Baker's First Show with Fred Allen! with new introduction.